# Ким Е Джин
Ким Е Джин (кор. 김예진, род. 20 декабря 1999 года в Сеуле) — южнокорейская шорт-трекистка, олимпийская чемпионка 2018 года в эстафете на 3000 метров. Чемпионка мира 2018 года.

## Биография
Ким Е Джин начала кататься на коньках в возрасте 6-ти лет, к чему подтолкнула её кузина. В 2011 году во время юниорских соревновании получила порез на лодыжке от своего конька, ей наложили 36 швов. Ким впервые приняла участие в международных соревнованиях в 2017 году на этапе Кубка мира по шорт-треку в Дрездене, заняв 10-е место на дистанции 1000 метров и 2-е место в забеге на 500 метров. На следующем этапе Кубка мира в Минске завоевала 1-е место в забеге на 500 метров и стала третьей в эстафете. Она закончила сезон на 9-м месте в общем зачёте Кубка мира на 500 метров.
В сезоне 2017-18 года на осенних этапах Кубка мира в Будапеште и Шанхае победила в эстафетах. После этого пришла 3-й и 2-й в эстафетах в Сеуле и Дордрехте соответственно. На зимних Олимпийских играх 2018 года в Пхёнчхане завоевала золотую медаль вместе с Сим Сок Хи, Чхве Мин Чжон и Ким А Ран в эстафете на 3000 метров. Через месяц на чемпионате мира в Монреале выиграла эстафету в том же составе, что и на Олимпиаде. 
В ноябре 2018 на этапе Кубка мира в Калгари выиграла бронзу в смешанной эстафете и серебро в эстафете, а через неделю в той же эстафете победила в Солт-Лейк-Сити. В феврале 2019 года на этапе Кука мира в Дрездене стала в эстафете третьей. Ким в том же феврале отстранили от соревновании на месяц из-за нарушения правил общежития в национальном учебном центре в Чинчхоне, из-за этого она пропустила чемпионат мира в Софии.